# Tindalización

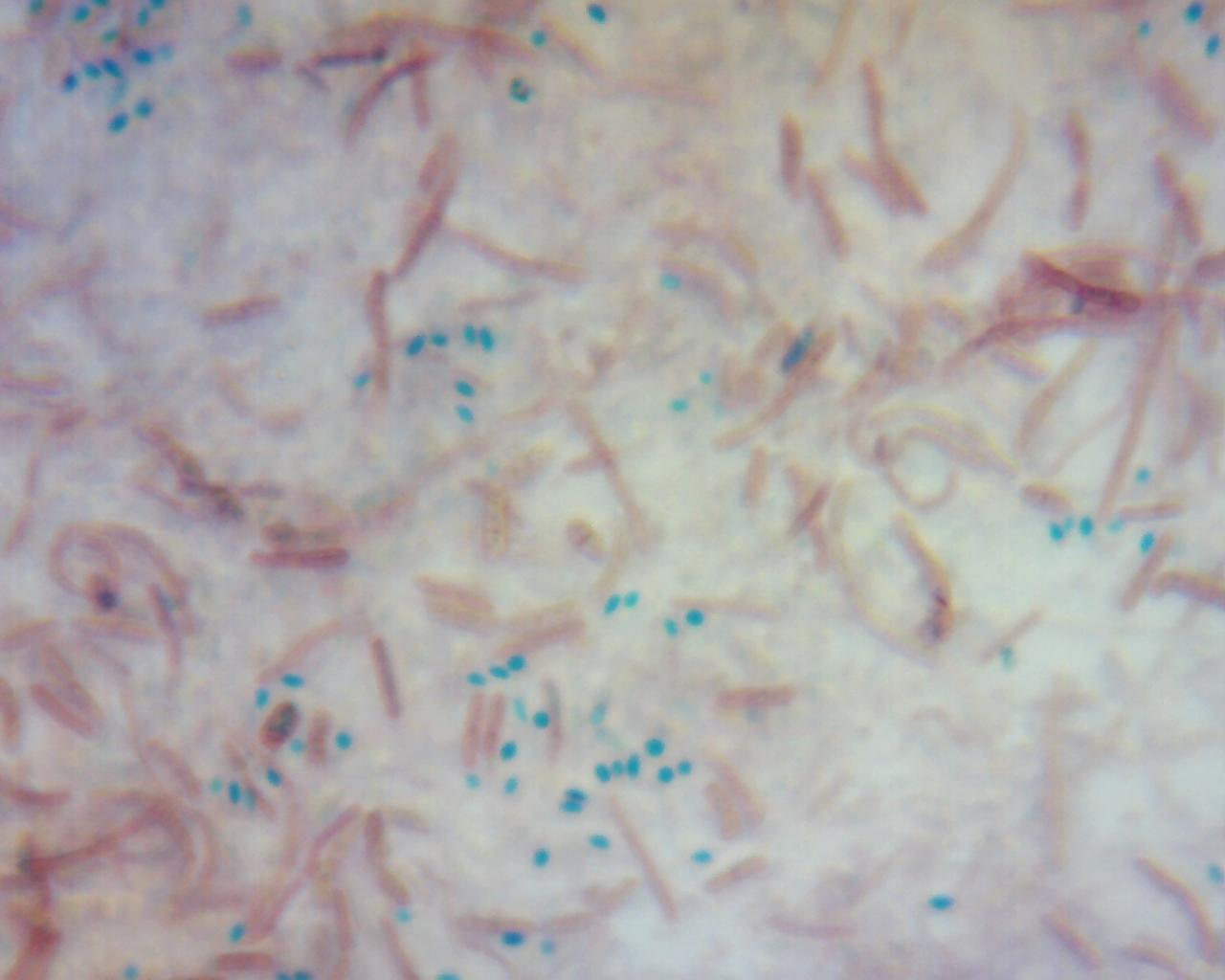
Endosporas de bacillus cereus (teñidas de color verde)

La tindalización es un método de esterilización mediante calentamiento discontinuo (por lo general de alimentos), que debe su nombre a John Tyndall (1820-1893), que lo ideó en 1887. Consiste en someter la sustancia a esterilizar a un proceso seriado de elevación y disminución de la temperatura, de tal modo que en cada una de esas etapas se eliminen paulatinamente las esporas presentes a medida que se transforman en gérmenes activos. Se requiere un mínimo de tres sesiones de elevación y disminución de la temperatura. Todavía se usa ocasionalmente.

## Características
Un método de esterilización simple y eficaz, es calentar la sustancia que se quiere esterilizar a 121 °C durante 15 minutos, utilizando un sistema sometido a presión. Si la esterilización bajo presión no es posible debido a la falta de equipo o a la necesidad de esterilizar algo que no resista esa temperatura tan alta, se puede usar un calentamiento no presurizado a una temperatura de hasta 100 °C, el punto de ebullición del agua. El calor matará las bacterias, aunque las endósporas capaces de germinar posteriormente en forma de nuevas células bacterianas pueden sobrevivir. La tindalización se puede utilizar para eliminar estas esporas una vez que han germinando.
La tindalización consiste esencialmente en calentar la sustancia hasta el punto de ebullición (o un poco por debajo del punto de ebullición) y mantenerla en este punto durante 15 minutos, repitiendo el proceso en tres días seguidos. Después de cada calentamiento, el período de reposo permitirá que las esporas que hayan sobrevivido germinen en células bacterianas; estas células serán destruidas por el calentamiento del día siguiente. Durante los períodos de reposo, la sustancia esterilizada se mantiene en un ambiente húmedo a una temperatura ambiente cálida, que conduce a la germinación de las esporas. Cuando el ambiente es favorable para las bacterias, es propicio para la germinación de las células de las esporas, pero no se forman nuevas esporas a partir de las células bacterianas en este entorno (véase endóspora).
El proceso de tindalización suele ser efectivo en la práctica, pero no se considera totalmente fiable: algunas esporas pueden sobrevivir y después germinar y multiplicarse.

## Usos
La tindalización no se utiliza a menudo hoy en día, pero se usa para esterilizar algunos productos que no pueden soportar el calentamiento presurizado, como por ejemplo semillas de plantas, o la leche de cabra.